# Vil·la Conxa
Vil·la Conxa és una obra del municipi de la Garriga (Vallès Oriental) inclosa en l'Inventari del Patrimoni Arquitectònic de Catalunya.

## Descripció
És un habitatge unifamiliar aïllat de composició simètrica i consta de planta baixa i pis. Les parets estan estucades. Les obertures són encerclades amb vessants d'aigua. L'edifici està coronat per un ràfec denticulat i en el fris hi ha els respiralls del terrat. L'any 1926 es construí la paret de més a prop. En el pati posterior s'hi construí un edifici que ampliava la casa, s'hi accedeix per una passarel·la i porteria a la planta baixa.

## Història
Primer edifici construït al llarg de la Ronda del Carril (el ferrocarril de Barcelona-Vic s'inaugurà l'any 1875). Representa a l'arquitectura eclèctica del darrer quart del s. XIX.